# Concours Eurovision de la chanson 2013
We Are One
- Pays participants qualifiés pour la finale
- Pays participants éliminés en demi-finale
- Pays ayant participé dans le passé

Bakou 2012 Copenhague 2014
Le Concours Eurovision de la chanson 2013 est la 58e édition du Concours. Il a lieu à Malmö, en Suède, à la suite de la victoire de Loreen lors de l'édition 2012, avec la chanson Euphoria. Les demi-finales ont lieu les 14 et 16 mai 2013, et la finale se déroule le 18 mai 2013. Trente-neuf pays participent à cette édition dont le slogan est We Are One (en français Nous ne faisons qu'un).
Le Danemark remporte cette édition avec la chanson Only Teardrops, interprétée par Emmelie de Forest, avec un total de 281 points. C'est la troisième victoire du pays à l'Eurovision, la précédente étant en 2000.
L'Azerbaïdjan arrive en deuxième position avec 234 points. L'Ukraine arrive en troisième position avec 214 points. La Norvège et la Russie complètent le Top 5.

## Préparation du Concours

### Lieu
| \| 100 km1:12 968 000 Ville hôte Ville candidate \| Stockholm Göteborg Malmö |
| 100 km1:12 968 000 Ville hôte Ville candidate                                |

| 100 km1:12 968 000 Ville hôte Ville candidate |

Le 8 juillet 2012, le télédiffuseur suédois, la Sveriges Television (SVT), a annoncé que la Malmö Arena sera le lieu hôte de cette année.
Malmö, située dans le sud de la province de Scanie, est la troisième ville la plus peuplée de Suède après Stockholm et Göteborg, et est également l'une des plus grandes villes de Scandinavie. Malmö fait aussi partie de la Région de l'Øresund et Copenhague, la capitale du Danemark, est à seulement 30 minutes de la ville de Malmö. L'une des particularités de la ville est le fait que 30 % de la population est d'origine étrangère. Sa population est de 303 873 habitants.

#### Phase de sélection de la ville hôte
À la suite de la victoire de la Suède au Concours Eurovision de la chanson 2012, le chef de la direction de la SVT (Sveriges Television), Eva Hamilton a déclaré aux medias suédois que plusieurs lieux à Malmö, Stockholm et Göteborg étaient en lice pour accueillir le concours en 2013. L'Ericsson Globe qui a accueilli l'édition 2000 du concours ne sera pas disponible du fait qu'il devra accueillir le Championnat du monde de hockey sur glace 2013 durant le mois de mai.
Le 20 juin 2012, la ville de Göteborg s'est désistée de la sélection de la ville hôte du concours car la ville sera l'hôte du concours hippique de Göteborg fin avril 2013. Il y avait également des craintes sur la disponibilité de chambres d'hôtel durant la période où se déroulera le Concours Eurovision de la chanson car plusieurs événements se dérouleront à Göteborg durant cette période.
| Ville             | Lieu          | Capacité | Notes |
| ----------------- | ------------- | -------- | --- |
| Stockholm (Solna) | Friends Arena | 67 500   | Ouvert en octobre 2012, le lieu accueille la finale du Melodifestivalen 2013 en mars 2013, et également la finale de la Coupe de Suède cinq jours après le Concours Eurovision de la chanson.  |
| Malmö             | Malmö Arena   | 15 500   | Ouverte en 2008, la Malmö Arena accueille les demi-finales du Melodifestivalen qui se déroulent à Malmö. La ville de Malmö a précédemment accueilli le Concours Eurovision de la chanson 1992. |
| Göteborg          | Scandinavium  | 14 000   | La salle a accueilli le Concours Eurovision de la chanson 1985. |

### Budget

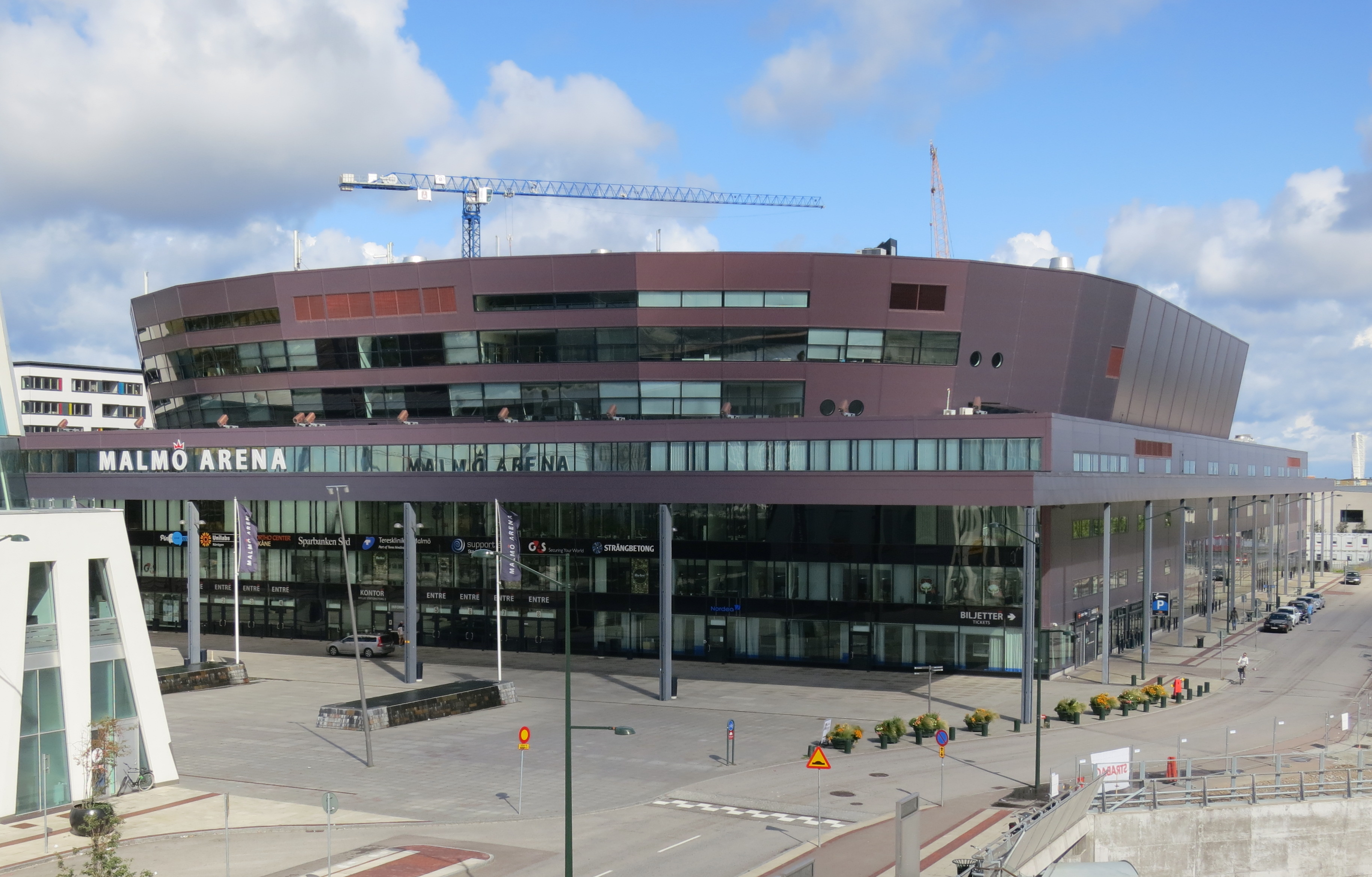
La Malmö Arena

Le budget est de 14,5 M€ (125 MSEK), un chiffre bien inférieur à ceux des années précédentes (33 M€ en 2009 ou 100 M€ en 2012). Le producteur exécutif Martin Österdahl l'explique ainsi :
« La liste des pays qui ne peuvent pas se permettre d’organiser le Concours est de plus en plus longue, il est tout simplement impossible de continuer dans cette direction. Si nous ne brisons pas la tendance, le Concours Eurovision de la chanson ne peut pas survivre sur le long terme. »
L'organisation de l'Eurovision a coûté 3,2 M€ (28 MSEK) à la ville de Malmö et à la Scanie, mais les retombées économiques ont été estimées à 21 M€ (185 MSEK), sans compter les retombées médiatiques, estimées entre 80 et 100 millions d'euros.

### Annonce des présentateurs
Le 17 octobre 2012, le producteur exécutif, Martin Österdahl a annoncé au journal suédois Dagens Nyheter que la Sveriges Television (SVT) prévoyait, pour le Concours Eurovision de la chanson 2013, de n'avoir qu'un seul présentateur contrairement aux trois dernières éditions (2010, 2011, 2012) où il y avait trois présentateurs. La dernière fois qu'il n'y avait qu'un seul présentateur fut en 1995 avec Mary Kennedy,.
Le 28 janvier 2013, il a été annoncé que la présentatrice du concours serait Petra Mede.

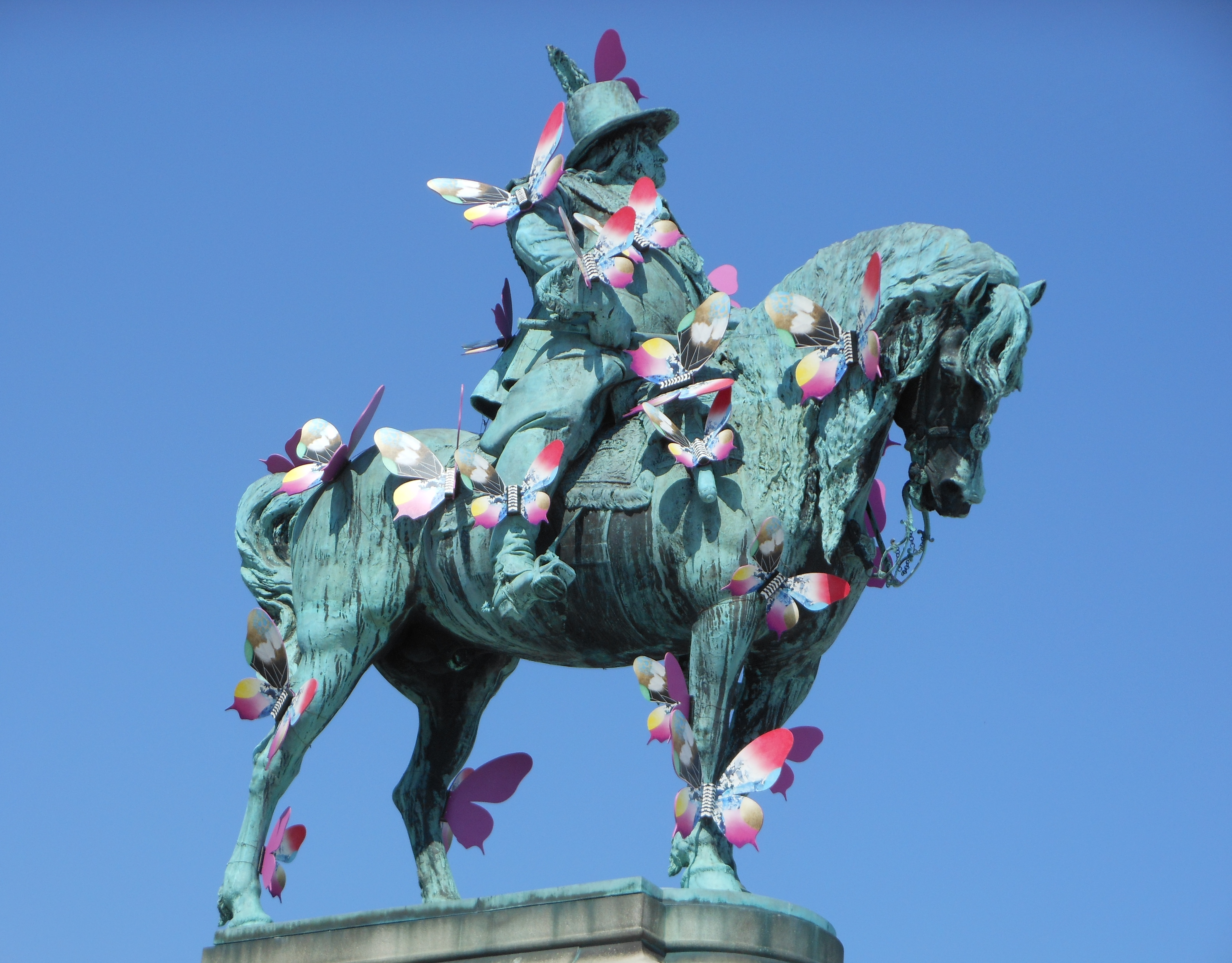
La statue de Charles X Gustave de Suède à Malmö a été recouverte de papillons, symbole de l'Eurovision 2013 qui a lieu dans la ville.

Le 8 mai 2013, il a été annoncé que le présentateur en Green Room lors de la finale du concours serait le chanteur suédois Eric Saade. Il a représenté la Suède au Concours Eurovision de la chanson en 2011 avec sa chanson Popular, finissant 3e en finale.

### Conception graphique
La conception graphique du concours a été réalisée par l'agence de design Happy F&B, basée à Göteborg.
Le 17 janvier 2013, l'UER a révélé la conception graphique créée par Happy F&B pour le Concours Eurovision de la chanson 2013, symbolisé par un papillon et avec le slogan We Are One (Nous ne faisons qu'un). L'agence F&B explique : « Le papillon montre un grand choix de couleurs et de textures, cela représente le fait que quelque chose de petit peut entraîner des mouvements rapides et puissants, un phénomène nommé Effet papillon. »

### Scène
La SVT a travaillé sur la conception scénique depuis début novembre 2012. Très tôt les concepteurs cherchaient une scénographie à l'identité forte et individuelle.
La scène, basée sur une conception traditionnelle, a des surfaces adaptées pour des technologies de projections modernes et des parties mobiles. Elle a été conçue pour rapprocher les interprètes et les spectateurs.
Le but de cette conception est de communiquer une sensation de force, de légèreté et de mouvements. Elle a été inspirée à la fois par des études stylistiques sur le mouvement d'ailes des papillons et des papillons de nuit photographiés avec à vitesse d'obturation longue et la haute couture contemporaine.

### Partenaires
L'Eurovision 2013 se déroule en partenariat avec plusieurs entreprises. Le sponsor principal de cette édition est l'entreprise suèdoise Telia. Outre cette dernière, les entreprises Riedel Communications et Schwarzkopf sont une fois de plus partenaires du concours.

## Concours

### Liste des participants
Le 21 décembre 2012, il est annoncé que 39 pays concourront lors de l'édition 2013 du Concours Eurovision de la chanson. L'Arménie revient dans le concours après avoir renoncé à participer au concours 2012 en raison de craintes concernant la sécurité de sa délégation à cause du conflit du Haut-Karabagh en cours avec l'Azerbaïdjan, pays hôte en 2012.
En revanche, quatre pays se retirent du Concours Eurovision de la chanson : la Bosnie-Herzégovine, le Portugal et la Slovaquie en raison de difficultés financières, et la Turquie dans le but de contester les règles du concours.
Au total, dix pays ne font pas leur retour au concours. Un autre s'est montré intéressé par un début qui ne s'est pas concrétisé. Ces pays sont :
- Andorre – Lors d'un meeting avec la chef de l'UER, Ingrid Deltenre, le premier ministre d'Andorre, Antoni Martí a annoncé que la principauté ne participerait pas en 2013 pour des raisons financières[18]. La dernière participation du pays était en 2009.
- Bosnie-Herzégovine – Le 14 décembre 2012, le télédiffuseur bosniaque BHRT annonce qu'il ne participera pas au Concours en 2013 pour des raisons financières[19]. Malgré le retrait de la Bosnie-Herzégovine, BHRT a diffusé le concours[20]. Sa dernière participation était en 2012.
- Luxembourg – Le 13 septembre 2012, le télédiffuseur luxembourgeois RTL annonce qu'il ne participera pas en 2013 pour des raisons financières[21]. La dernière participation du pays était en 1993.
- Maroc – Le 20 septembre 2012, le diffuseur marocain SNRT annonce que le pays ne compte pas revenir dans l'immédiat. Les raisons ne sont pas citées[22]. La seule participation marocaine était en 1980.
- Monaco –  Le 24 septembre 2012, le télédiffuseur monégasque TMC annonce ne pas vouloir revenir pour des raisons diverses[23]. La dernière participation du pays était en 2006.
- Pologne –  Le 22 novembre 2012, le télédiffuseur polonais TVP annonce qu'il ne reviendrait pas en 2013[24]. La dernière participation du pays était en Eurovision 2011.
- Portugal – Le 22 novembre 2012, le diffuseur portugais RTP déclare qu'il ne participerait pas en 2013 pour des raisons financières[25]. Cependant, la chaîne a diffusé le Concours[20]. La dernière participation du pays était en 2012.
- Slovaquie – Le 4 décembre 2012, le télédiffuseur slovaque RTVS annonce qu'il ne participera pas au Concours en 2013[26]. La dernière participation du pays était en 2012.
- Tchéquie – Le 18 septembre 2012, le télédiffuseur tchèque ČT annonce qu'il ne participera pas au Concours en 2013[27]. Cependant, ČT n'exclut pas l'idée de revenir dès 2014. La dernière participation du pays était en 2009.
- Turquie – Le 14 décembre 2012, le télédiffuseur turc TRT annonce son retrait de l'édition 2013 en signe de protestation contre les règles du 50% télévote/50% jury et le statut des pays du Big 5[28]. La dernière participation du pays était en 2012.
- Liechtenstein – Le chef du télédiffuseur liechtensteinois 1FLTV, Peter Kölbel, avait annoncé qu'en raison des problèmes financiers du gouvernement, la participation du pays ne serait possible qu'en 2013, au plus tôt[29]. 1FLTV a essayé à plusieurs reprises de rejoindre l'UER depuis 2010. Peter Kölbel avait annoncé que la principauté avait de grandes chances de participer en 2013, mais il est annoncé que le Liechtenstein ne ferait pas ses débuts à Malmö[30].

### Répartition des demi-finales

Pays participant à la première demi-finale
Pays pré-qualifié votant dans la première demi-finale
Pays participant à la deuxième demi-finale
Pays pré-qualifié votant dans la deuxième demi-finale

Contrairement aux années précédentes, l'ordre de passage ne s'est pas fait par tirage au sort, mais par les producteurs du concours, dans le but d'avoir un concours plus excitant et que tous les candidats puissent avoir une chance. Cette décision a eu une réaction mitigée chez les fans et les télé-diffuseurs. Le 3 janvier 2013, l'UER a annoncé que la répartition des demi-finales aurait lieu le 17 janvier 2013 à l'ancien hôtel de ville de Malmö. L'ordre de passage des demi-finales est annoncé le 28 mars 2013
Comme pour les éditions précédentes, les 30 pays participants à la demi-finale du concours ont été répartis dans cinq chapeaux basés sur les votes des neuf dernières années. Les votes ont été calculés par le partenaire pour les télé-votes.
| Lot 1                                                          | Lot 2                                                          | Lot 3                                                              | Lot 4                                                     | Lot 5                                                               |
| -------------------------------------------------------------- | -------------------------------------------------------------- | ------------------------------------------------------------------ | --------------------------------------------------------- | ------------------------------------------------------------------- |
| - Albanie - Croatie - Macédoine - Monténégro - Serbie - Suisse | - Estonie - Finlande - Islande - Irlande - Lettonie - Lituanie | - Arménie - Azerbaïdjan - Biélorussie - Géorgie - Russie - Ukraine | - Belgique - Bulgarie - Chypre - Grèce - Malte - Pays-Bas | - Autriche - Hongrie - Moldavie - Roumanie - Saint-Marin - Slovénie |

### Artistes de retour
Deux artistes présents au concours 2013 avaient déjà participé à une précédente édition.
| Artiste                            | Pays        | Année(s) précédente(s) |
| ---------------------------------- | ----------- | ---------------------- |
| Elitsa Todorova & Stoyan Yankoulov | Bulgarie    | 2007                   |
| Valentina Monetta                  | Saint-Marin | 2012                   |

La chanteuse serbe Nevena Bozovic, membre du groupe Moje 3, a quant à elle participée en 2007 à l'édition junior du concours.

### Première demi-finale

#### Résultats
L'Italie, le Royaume-Uni et la Suède votent lors de cette demi-finale. Les 10 pays marqués en orange réussissent à se qualifier pour la finale. Les 10 pays qualifiés furent annoncés dans cet ordre aléatoire : Moldavie, Lituanie, Irlande, Estonie, Biélorussie, Danemark, Russie, Belgique, Ukraine et Pays-Bas.
Les Pays-Bas se qualifièrent pour la première fois depuis 2004 et la Belgique pour la première fois depuis 2010.
| Ordre | Pays        | Artiste               | Chanson                       | Langue      | Place | Points |
| ----- | ----------- | --------------------- | ----------------------------- | ----------- | ----- | ------ |
| 01    | Autriche    | Natália Kelly         | Shine                         | Anglais     | 14    | 27     |
| 02    | Estonie     | Birgit Õigemeel       | Et uus saaks alguse           | Estonien    | 10    | 52     |
| 03    | Slovénie    | Hannah Mancini        | Straight into Love            | Anglais     | 16    | 8      |
| 04    | Croatie     | Klapa s Mora          | Mižerja                       | Croate      | 13    | 38     |
| 05    | Danemark    | Emmelie de Forest     | Only Teardrops                | Anglais     | 1     | 167    |
| 06    | Russie      | Dina Garipova         | What If                       | Anglais     | 2     | 156    |
| 07    | Ukraine     | Zlata Ognévitch       | Gravity                       | Anglais     | 3     | 140    |
| 08    | Pays-Bas    | Anouk                 | Birds                         | Anglais     | 6     | 75     |
| 09    | Monténégro  | Who See et Nina Žižić | Igranka                       | Monténégrin | 12    | 41     |
| 10    | Lituanie    | Andrius Pojavis       | Something                     | Anglais     | 9     | 53     |
| 11    | Biélorussie | Alena Lanskaya        | Solayoh                       | Anglais     | 7     | 64     |
| 12    | Moldavie    | Aliona Moon           | O mie                         | Roumain     | 4     | 95     |
| 13    | Irlande     | Ryan Dolan            | Only Love Survives            | Anglais     | 8     | 54     |
| 14    | Chypre      | Déspina Olympíou      | An me thymáse (Αν με θυμάσαι) | Grec        | 15    | 11     |
| 15    | Belgique    | Roberto Bellarosa     | Love Kills                    | Anglais     | 5     | 75     |
| 16    | Serbie      | Moje 3                | Ljubav je svuda               | Serbe       | 11    | 46     |

### Deuxième demi-finale

#### Résultats
L'Allemagne, l'Espagne et la France votent lors de cette demi-finale. 10 pays se qualifièrent : l'Azerbaïdjan, la Finlande, Malte, l'Islande, la Grèce, l'Arménie, la Hongrie, la Norvège, la Géorgie et la Roumanie.
| Ordre | Pays        | Artiste                             | Chanson                                 | Langue            | Place | Points |
| ----- | ----------- | ----------------------------------- | --------------------------------------- | ----------------- | ----- | ------ |
| 01    | Lettonie    | PeR                                 | Here We Go                              | Anglais           | 17    | 13     |
| 02    | Saint-Marin | Valentina Monetta                   | Crisalide (Vola)                        | Italien           | 11    | 47     |
| 03    | Macédoine   | Esma et Lozano                      | Pred da se razdeni (Пред да се раздени) | Macédonien Romani | 16    | 28     |
| 04    | Azerbaïdjan | Farid Mammadov                      | Hold Me                                 | Anglais           | 1     | 139    |
| 05    | Finlande    | Krista Siegfrids                    | Marry Me                                | Anglais           | 9     | 64     |
| 06    | Malte       | Gianluca Bezzina                    | Tomorrow                                | Anglais           | 4     | 118    |
| 07    | Bulgarie    | Elitsa Todorova et Stoyan Yankoulov | Samo šampioni (Само шампиони)           | Bulgare           | 12    | 45     |
| 08    | Islande     | Eyþór Ingi Gunnlaugsson             | Ég á líf                                | Islandais         | 6     | 72     |
| 09    | Grèce       | Koza Mostra et Agáthonas Iakovídis  | Alcohol Is Free                         | Grec              | 2     | 121    |
| 10    | Israël      | Moran Mazor                         | Rak bishvilo (רק בשבילו)                | Hébreu            | 14    | 40     |
| 11    | Arménie     | Dorians                             | Lonely Planet                           | Anglais           | 7     | 69     |
| 12    | Hongrie     | ByeAlex                             | Kedvesem                                | Hongrois          | 8     | 66     |
| 13    | Norvège     | Margaret Berger                     | I Feed You My Love                      | Anglais           | 3     | 120    |
| 14    | Albanie     | Adrian Lulgjuraj et Bledar Sejko    | Identitet                               | Albanais          | 15    | 31     |
| 15    | Géorgie     | Nodi et Sophie                      | Waterfall                               | Anglais           | 10    | 63     |
| 16    | Suisse      | Takasa                              | You and Me                              | Anglais           | 13    | 41     |
| 17    | Roumanie    | Cezar                               | It's My Life                            | Anglais           | 5     | 83     |

### Finale

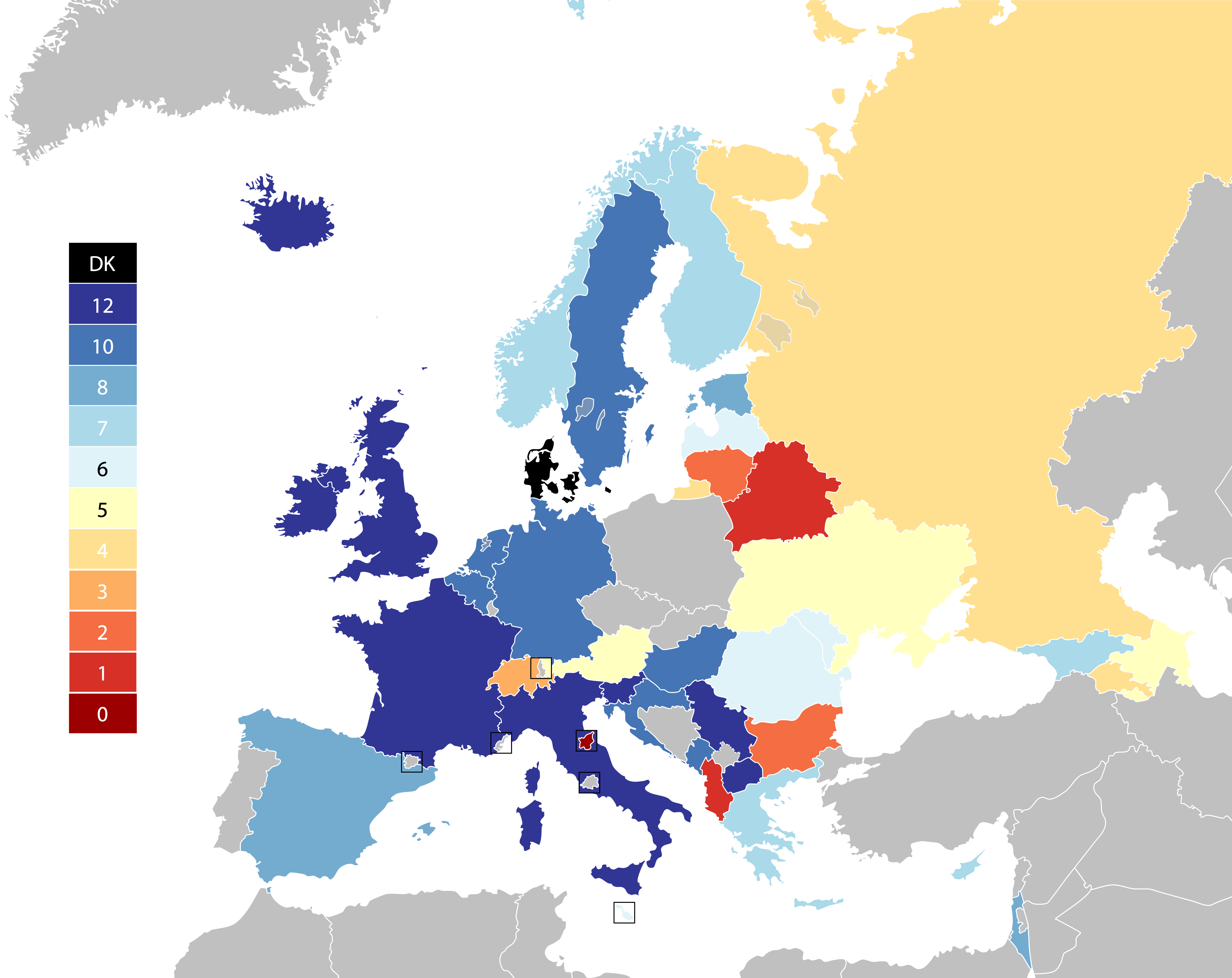
Points donnés au Danemark par pays

La finale a lieu le samedi 18 mai 2013. 

#### Résultats
Cette édition est remportée par Emmelie de Forest pour le Danemark avec la chanson Only Teardrops avec 281 points. L'Azerbaïdjan termine en 2e place avec 234 points et l'Ukraine 3e place avec 214 points, suivis par la Norvège et de la Russie. Parmi les qualifiés d'office, le pays hôte, la Suède, termine 14e. L'Italie est le seul membre du Big Five à atteindre le top 10 en terminant à la 7e place. Les autres membres du Big Five terminent en fin du classement : le Royaume-Uni est 19e, l'Allemagne 21e, la France 23e et l'Espagne 25e. L'Irlande finit en 26e et dernière position lors de la finale avec 5 points.
| Ordre | Pays        | Artiste                            | Chanson                | Langue    | Place | Points |
| ----- | ----------- | ---------------------------------- | ---------------------- | --------- | ----- | ------ |
| 01    | France      | Amandine Bourgeois                 | L'Enfer et moi         | Français  | 23    | 14     |
| 02    | Lituanie    | Andrius Pojavis                    | Something              | Anglais   | 22    | 17     |
| 03    | Moldavie    | Aliona Moon                        | O mie                  | Roumain   | 11    | 71     |
| 04    | Finlande    | Krista Siegfrids                   | Marry Me               | Anglais   | 24    | 13     |
| 05    | Espagne     | El Sueño de Morfeo (ESDM)          | Contigo hasta el final | Espagnol  | 25    | 8      |
| 06    | Belgique    | Roberto Bellarosa                  | Love Kills             | Anglais   | 12    | 71     |
| 07    | Estonie     | Birgit Õigemeel                    | Et uus saaks alguse    | Estonien  | 20    | 19     |
| 08    | Biélorussie | Alena Lanskaya                     | Solayoh                | Anglais   | 16    | 48     |
| 09    | Malte       | Gianluca Bezzina                   | Tomorrow               | Anglais   | 8     | 120    |
| 10    | Russie      | Dina Garipova                      | What If                | Anglais   | 5     | 174    |
| 11    | Allemagne   | Cascada                            | Glorious               | Anglais   | 21    | 18     |
| 12    | Arménie     | Dorians                            | Lonely Planet          | Anglais   | 18    | 41     |
| 13    | Pays-Bas    | Anouk                              | Birds                  | Anglais   | 9     | 114    |
| 14    | Roumanie    | Cezar                              | It's My Life           | Anglais   | 13    | 65     |
| 15    | Royaume-Uni | Bonnie Tyler                       | Believe in Me          | Anglais   | 19    | 23     |
| 16    | Suède H T   | Robin Stjernberg                   | You                    | Anglais   | 14    | 62     |
| 17    | Hongrie     | ByeAlex                            | Kedvesem               | Hongrois  | 10    | 84     |
| 18    | Danemark    | Emmelie de Forest                  | Only Teardrops         | Anglais   | 1     | 281    |
| 19    | Islande     | Eyþór Ingi Gunnlaugsson            | Ég á líf               | Islandais | 17    | 47     |
| 20    | Azerbaïdjan | Farid Mammadov                     | Hold Me                | Anglais   | 2     | 234    |
| 21    | Grèce       | Kóza Móstra et Agáthonas Iakovídis | Alcohol Is Free        | Grec      | 6     | 152    |
| 22    | Ukraine     | Zlata Ognévitch                    | Gravity                | Anglais   | 3     | 214    |
| 23    | Italie      | Marco Mengoni                      | L'essenziale           | Italien   | 7     | 126    |
| 24    | Norvège     | Margaret Berger                    | I Feed You My Love     | Anglais   | 4     | 191    |
| 25    | Géorgie     | Nodi et Sophie                     | Waterfall              | Anglais   | 15    | 50     |
| 26    | Irlande     | Ryan Dolan                         | Only Love Survives     | Anglais   | 26    | 5      |

### Incident
À la fin du spectacle d'entracte, le superviseur exécutif Jon Ola Sand a dû demander quelques minutes supplémentaires car, en raison d'un bug informatique, les résultats n'avaient pas pu être correctement comptabilisés.

### Tableaux des votes

#### Première demi-finale
- Pays qualifiés
- Dernier

|                       |                      | Points attribués       | Points attribués      | Points attribués    | Points attribués     | Points attribués     | Points attribués     | Points attribués      | Points attribués       | Points attribués          | Points attribués       | Points attribués     | Points attribués  | Points attribués       | Points attribués     | Points attribués    | Points attribués    | Points attribués       | Points attribués | Points attribués | Points attribués |
| --------------------- | -------------------- | ---------------------- | --------------------- | ------------------- | -------------------- | -------------------- | -------------------- | --------------------- | ---------------------- | ------------------------- | ---------------------- | -------------------- | ----------------- | ---------------------- | -------------------- | ------------------- | ------------------- | ---------------------- | ---------------- | ---------------- | ---------------- |
| Drapeau de l'Autriche | Drapeau de l'Estonie | Drapeau de la Slovénie | Drapeau de la Croatie | Drapeau du Danemark | Drapeau de la Russie | Drapeau de l'Ukraine | Drapeau des Pays-Bas | Drapeau du Monténégro | Drapeau de la Lituanie | Drapeau de la Biélorussie | Drapeau de la Moldavie | Drapeau de l'Irlande | Drapeau de Chypre | Drapeau de la Belgique | Drapeau de la Serbie | Drapeau de l'Italie | Drapeau de la Suède | Drapeau du Royaume-Uni | Total            |                  |                  |
| Pays                  |                      |                        |                       |                     |                      |                      |                      |                       |                        |                           |                        |                      |                   |                        |                      |                     |                     |                        |                  |                  |                  |
| Autriche              |                      | 1                      | 1                     | 4                   | 4                    | –                    | –                    | –                     | –                      | –                         | –                      | 3                    | 4                 | 2                      | 3                    | 2                   | 2                   | –                      | 1                | 27               |                  |
| Estonie               | 3                    |                        | –                     | –                   | 1                    | 5                    | 1                    | 4                     | –                      | 4                         | 5                      | 5                    | 8                 | –                      | 1                    | –                   | 5                   | 6                      | 4                | 52               |                  |
| Slovénie              | –                    | –                      |                       | 5                   | –                    | –                    | –                    | –                     | 3                      | –                         | –                      | –                    | –                 | –                      | –                    | –                   | –                   | –                      | –                | 8                |                  |
| Croatie               | 5                    | –                      | 2                     |                     | –                    | 4                    | 6                    | 3                     | 5                      | 1                         | –                      | –                    | 1                 | 1                      | –                    | 10                  | –                   | –                      | –                | 38               |                  |
| Danemark              | 12                   | 12                     | 8                     | 12                  |                      | 10                   | 4                    | 12                    | 8                      | 6                         | 8                      | 7                    | 12                | 8                      | 10                   | 8                   | 6                   | 12                     | 12               | 167              |                  |
| Russie                | 10                   | 10                     | 10                    | 8                   | 12                   |                      | 7                    | 7                     | 7                      | 10                        | 10                     | 8                    | 10                | 10                     | 7                    | 6                   | 4                   | 10                     | 10               | 156              |                  |
| Ukraine               | 2                    | 6                      | 12                    | 7                   | 8                    | 7                    |                      | 8                     | 12                     | 12                        | 12                     | 12                   | 2                 | 12                     | 8                    | 5                   | 12                  | 1                      | 2                | 140              |                  |
| Pays-Bas              | 8                    | 7                      | 3                     | –                   | 10                   | 3                    | –                    |                       | 2                      | 7                         | –                      | –                    | 5                 | –                      | 12                   | 1                   | 1                   | 8                      | 8                | 75               |                  |
| Monténégro            | –                    | –                      | –                     | 6                   | 5                    | –                    | 8                    | –                     |                        | –                         | 2                      | 6                    | –                 | –                      | –                    | 12                  | –                   | 2                      | –                | 41               |                  |
| Lituanie              | –                    | 4                      | –                     | –                   | 2                    | 1                    | 5                    | –                     | –                      |                           | 7                      | 2                    | 6                 | 3                      | 6                    | –                   | 10                  | –                      | 7                | 53               |                  |
| Biélorussie           | –                    | –                      | 4                     | –                   | –                    | 2                    | 12                   | 2                     | 6                      | 8                         |                        | 10                   | 3                 | 6                      | –                    | 4                   | 7                   | –                      | –                | 64               |                  |
| Moldavie              | 7                    | 3                      | 7                     | 1                   | 6                    | 12                   | 10                   | 6                     | 4                      | 3                         | 6                      |                      | –                 | 5                      | 5                    | 7                   | 8                   | 5                      | –                | 95               |                  |
| Irlande               | –                    | 5                      | –                     | 2                   | 3                    | 6                    | 3                    | 5                     | –                      | 5                         | 4                      | 1                    |                   | 7                      | 4                    | –                   | –                   | 3                      | 6                | 54               |                  |
| Chypre                | 1                    | 2                      | –                     | –                   | –                    | –                    | –                    | –                     | –                      | –                         | –                      | –                    | –                 |                        | 2                    | 3                   | –                   | –                      | 3                | 11               |                  |
| Belgique              | 4                    | 8                      | 6                     | 3                   | 7                    | 8                    | –                    | 10                    | 1                      | 2                         | 3                      | 4                    | 7                 | –                      |                      | –                   | –                   | 7                      | 5                | 75               |                  |
| Serbie                | 6                    | –                      | 5                     | 10                  | –                    | –                    | 2                    | 1                     | 10                     | –                         | 1                      | –                    | –                 | 4                      | –                    |                     | 3                   | 4                      | –                | 46               |                  |

#### Deuxième demi-finale
- Pays qualifiés
- Dernier

|                        |                        | Points attribués        | Points attribués         | Points attribués       | Points attribués | Points attribués       | Points attribués     | Points attribués    | Points attribués | Points attribués     | Points attribués      | Points attribués      | Points attribués     | Points attribués      | Points attribués     | Points attribués       | Points attribués     | Points attribués       | Points attribués     | Points attribués | Points attribués | Points attribués |
| ---------------------- | ---------------------- | ----------------------- | ------------------------ | ---------------------- | ---------------- | ---------------------- | -------------------- | ------------------- | ---------------- | -------------------- | --------------------- | --------------------- | -------------------- | --------------------- | -------------------- | ---------------------- | -------------------- | ---------------------- | -------------------- | ---------------- | ---------------- | ---------------- |
| Drapeau de la Lettonie | Drapeau de Saint-Marin | Drapeau de la Macédoine | Drapeau de l'Azerbaïdjan | Drapeau de la Finlande | Drapeau de Malte | Drapeau de la Bulgarie | Drapeau de l'Islande | Drapeau de la Grèce | Drapeau d’Israël | Drapeau de l'Arménie | Drapeau de la Hongrie | Drapeau de la Norvège | Drapeau de l'Albanie | Drapeau de la Géorgie | Drapeau de la Suisse | Drapeau de la Roumanie | Drapeau de la France | Drapeau de l'Allemagne | Drapeau de l'Espagne | Total            |                  |                  |
| Pays                   |                        |                         |                          |                        |                  |                        |                      |                     |                  |                      |                       |                       |                      |                       |                      |                        |                      |                        |                      |                  |                  |                  |
| Lettonie               |                        | –                       | 2                        | –                      | –                | –                      | –                    | 3                   | –                | –                    | –                     | –                     | –                    | –                     | 7                    | 1                      | –                    | –                      | –                    | –                | 13               |                  |
| Saint-Marin            | 3                      |                         | 5                        | 1                      | 1                | 6                      | –                    | –                   | 1                | 4                    | 4                     | 2                     | –                    | –                     | 1                    | –                      | 4                    | 5                      | –                    | 10               | 47               |                  |
| Macédoine              | –                      | 2                       |                          | –                      | –                | 5                      | 5                    | –                   | –                | –                    | –                     | –                     | –                    | 12                    | –                    | 4                      | –                    | –                      | –                    | –                | 28               |                  |
| Azerbaïdjan            | 7                      | 3                       | 8                        |                        | 3                | 12                     | 12                   | 8                   | 12               | 12                   | –                     | 12                    | 5                    | 8                     | 12                   | 3                      | 12                   | 8                      | –                    | 2                | 139              |                  |
| Finlande               | 8                      | 7                       | –                        | 3                      |                  | 1                      | –                    | 7                   | –                | 1                    | –                     | 5                     | 8                    | 1                     | –                    | 2                      | 3                    | 7                      | 3                    | 8                | 64               |                  |
| Malte                  | 6                      | 10                      | 12                       | 12                     | 5                |                        | –                    | 6                   | 5                | 2                    | 7                     | 8                     | 12                   | 6                     | 6                    | 7                      | 7                    | 2                      | 5                    | –                | 118              |                  |
| Bulgarie               | –                      | 8                       | 3                        | 4                      | –                | –                      |                      | –                   | 2                | –                    | 10                    | 1                     | 1                    | 4                     | 4                    | –                      | 1                    | 1                      | –                    | 6                | 45               |                  |
| Islande                | 10                     | –                       | –                        | –                      | 12               | –                      | –                    |                     | –                | –                    | 1                     | 10                    | 10                   | –                     | –                    | 10                     | –                    | –                      | 12                   | 7                | 72               |                  |
| Grèce                  | 5                      | 12                      | 6                        | 7                      | 7                | 7                      | 10                   | 2                   |                  | 6                    | 8                     | 3                     | 7                    | 10                    | 2                    | 6                      | 10                   | –                      | 8                    | 5                | 121              |                  |
| Israël                 | –                      | –                       | –                        | 6                      | 2                | –                      | 4                    | 1                   | –                |                      | 6                     | –                     | –                    | 3                     | 5                    | –                      | 2                    | 4                      | 4                    | 3                | 40               |                  |
| Arménie                | 1                      | –                       | –                        | –                      | –                | 8                      | 8                    | –                   | 7                | 8                    |                       | –                     | 4                    | –                     | 10                   | –                      | 5                    | 12                     | 6                    | –                | 69               |                  |
| Hongrie                | 2                      | 4                       | –                        | –                      | 8                | –                      | 6                    | –                   | –                | 3                    | –                     |                       | 2                    | 7                     | 3                    | 12                     | 6                    | 3                      | 10                   | –                | 66               |                  |
| Norvège                | 12                     | 5                       | 7                        | 5                      | 10               | 3                      | 7                    | 12                  | 4                | 5                    | 5                     | 7                     |                      | –                     | 8                    | 8                      | 8                    | –                      | 2                    | 12               | 120              |                  |
| Albanie                | –                      | 6                       | 10                       | 2                      | –                | –                      | –                    | –                   | 8                | –                    | –                     | –                     | –                    |                       | –                    | 5                      | –                    | –                      | –                    | –                | 31               |                  |
| Géorgie                | 4                      | 1                       | 4                        | 10                     | –                | 4                      | 3                    | 4                   | 6                | 7                    | 12                    | 4                     | –                    | –                     |                      | –                      | –                    | –                      | –                    | 4                | 63               |                  |
| Suisse                 | –                      | –                       | –                        | –                      | 6                | 2                      | 1                    | 5                   | 3                | –                    | 2                     | 6                     | 3                    | 2                     | –                    |                        | –                    | 10                     | 1                    | –                | 41               |                  |
| Roumanie               | –                      | –                       | 1                        | 8                      | 4                | 10                     | 2                    | 10                  | 10               | 10                   | 3                     | –                     | 6                    | 5                     | –                    | –                      |                      | 6                      | 7                    | 1                | 83               |                  |

#### Finale
- Premier
- Deuxième
- Troisième
- Dernier

| Détail du vote lors de la finale | Détail du vote lors de la finale | Détail du vote lors de la finale | Détail du vote lors de la finale | Détail du vote lors de la finale | Détail du vote lors de la finale | Détail du vote lors de la finale | Détail du vote lors de la finale | Détail du vote lors de la finale | Détail du vote lors de la finale | Détail du vote lors de la finale | Détail du vote lors de la finale | Détail du vote lors de la finale | Détail du vote lors de la finale | Détail du vote lors de la finale | Détail du vote lors de la finale | Détail du vote lors de la finale | Détail du vote lors de la finale | Détail du vote lors de la finale | Détail du vote lors de la finale | Détail du vote lors de la finale | Détail du vote lors de la finale | Détail du vote lors de la finale | Détail du vote lors de la finale | Détail du vote lors de la finale | Détail du vote lors de la finale | Détail du vote lors de la finale | Détail du vote lors de la finale | Détail du vote lors de la finale | Détail du vote lors de la finale | Détail du vote lors de la finale | Détail du vote lors de la finale | Détail du vote lors de la finale | Détail du vote lors de la finale | Détail du vote lors de la finale | Détail du vote lors de la finale | Détail du vote lors de la finale | Détail du vote lors de la finale | Détail du vote lors de la finale | Détail du vote lors de la finale | Détail du vote lors de la finale | Détail du vote lors de la finale |
| |                                  | Points attribués                 | Points attribués                 | Points attribués                 | Points attribués                 | Points attribués                 | Points attribués                 | Points attribués                 | Points attribués                 | Points attribués                 | Points attribués                 | Points attribués                 | Points attribués                 | Points attribués                 | Points attribués                 | Points attribués                 | Points attribués                 | Points attribués                 | Points attribués                 | Points attribués                 | Points attribués                 | Points attribués                 | Points attribués                 | Points attribués                 | Points attribués                 | Points attribués                 | Points attribués                 | Points attribués                 | Points attribués                 | Points attribués                 | Points attribués                 | Points attribués                 | Points attribués                 | Points attribués                 | Points attribués                 | Points attribués                 | Points attribués                 | Points attribués                 | Points attribués                 | Points attribués                 | Points attribués                 |
| --- | -------------------------------- | -------------------------------- | -------------------------------- | -------------------------------- | -------------------------------- | -------------------------------- | -------------------------------- | -------------------------------- | -------------------------------- | -------------------------------- | -------------------------------- | -------------------------------- | -------------------------------- | -------------------------------- | -------------------------------- | -------------------------------- | -------------------------------- | -------------------------------- | -------------------------------- | -------------------------------- | -------------------------------- | -------------------------------- | -------------------------------- | -------------------------------- | -------------------------------- | -------------------------------- | -------------------------------- | -------------------------------- | -------------------------------- | -------------------------------- | -------------------------------- | -------------------------------- | -------------------------------- | -------------------------------- | -------------------------------- | -------------------------------- | -------------------------------- | -------------------------------- | -------------------------------- | -------------------------------- | -------------------------------- |
| Drapeau de Saint-Marin | Drapeau de la Suède              | Drapeau de l'Albanie             | Drapeau des Pays-Bas             | Drapeau de l'Autriche            | Drapeau du Royaume-Uni           | Drapeau d’Israël                 | Drapeau de la Serbie             | Drapeau de l'Ukraine             | Drapeau de la Hongrie            | Drapeau de la Roumanie           | Drapeau de la Moldavie           | Drapeau de l'Azerbaïdjan         | Drapeau de la Norvège            | Drapeau de l'Arménie             | Drapeau de l'Italie              | Drapeau de la Finlande           | Drapeau de l'Espagne             | Drapeau de la Biélorussie        | Drapeau de la Lettonie           | Drapeau de la Bulgarie           | Drapeau de la Belgique           | Drapeau de la Russie             | Drapeau de Malte                 | Drapeau de l'Estonie             | Drapeau de l'Allemagne           | Drapeau de l'Islande             | Drapeau de la France             | Drapeau de la Grèce              | Drapeau de l'Irlande             | Drapeau du Danemark              | Drapeau du Monténégro            | Drapeau de la Slovénie           | Drapeau de la Géorgie            | Drapeau de la Macédoine          | Drapeau de Chypre                | Drapeau de la Croatie            | Drapeau de la Suisse             | Drapeau de la Lituanie           | Total                            |                                  |                                  |
| Pays | France                           | 8                                | –                                | –                                | –                                | –                                | –                                | –                                | –                                | –                                | –                                | –                                | –                                | –                                | –                                | 2                                | –                                | –                                | –                                | –                                | –                                | –                                | –                                | –                                | –                                | –                                | –                                | 2                                |                                  | –                                | –                                | –                                | –                                | –                                | –                                | 1                                | 1                                | –                                | –                                | –                                | 14                               |
| Pays | Lituanie                         | –                                | –                                | –                                | –                                | –                                | –                                | –                                | –                                | 1                                | –                                | –                                | –                                | 3                                | –                                | –                                | 6                                | –                                | –                                | 5                                | –                                | –                                | –                                | –                                | –                                | –                                | –                                | –                                | –                                | –                                | 1                                | –                                | –                                | –                                | 1                                | –                                | –                                | –                                | –                                |                                  | 17                               |
| Pays | Moldavie                         | –                                | –                                | –                                | –                                | 2                                | –                                | 1                                | 6                                | 8                                | –                                | 12                               |                                  | 1                                | –                                | –                                | 4                                | –                                | 2                                | 4                                | –                                | 3                                | 3                                | 6                                | –                                | –                                | –                                | –                                | 4                                | –                                | 3                                | –                                | 5                                | –                                | –                                | 7                                | –                                | –                                | –                                | –                                | 71                               |
| Pays | Finlande                         | 3                                | –                                | –                                | –                                | –                                | –                                | 4                                | –                                | –                                | –                                | –                                | –                                | –                                | –                                | –                                | –                                |                                  | –                                | –                                | –                                | –                                | –                                | –                                | –                                | –                                | 1                                | –                                | 3                                | –                                | –                                | 2                                | –                                | –                                | –                                | –                                | –                                | –                                | –                                | –                                | 13                               |
| Pays | Espagne                          | –                                | –                                | 6                                | –                                | –                                | –                                | –                                | –                                | –                                | –                                | –                                | –                                | –                                | –                                | –                                | 2                                | –                                |                                  | –                                | –                                | –                                | –                                | –                                | –                                | –                                | –                                | –                                | –                                | –                                | –                                | –                                | –                                | –                                | –                                | –                                | –                                | –                                | –                                | –                                | 8                                |
| Pays | Belgique                         | 5                                | 7                                | –                                | 12                               | 3                                | 3                                | –                                | 3                                | –                                | 4                                | –                                | –                                | –                                | 3                                | –                                | –                                | 3                                | –                                | –                                | 2                                | –                                |                                  | 8                                | –                                | 2                                | –                                | –                                | 5                                | –                                | 4                                | 5                                | –                                | 2                                | –                                | –                                | –                                | –                                | –                                | –                                | 71                               |
| Pays | Estonie                          | –                                | –                                | –                                | –                                | –                                | –                                | –                                | –                                | –                                | –                                | –                                | –                                | –                                | –                                | –                                | –                                | 6                                | –                                | –                                | 10                               | –                                | –                                | –                                | –                                |                                  | –                                | –                                | –                                | –                                | –                                | –                                | –                                | –                                | –                                | –                                | –                                | –                                | –                                | 3                                | 19                               |
| Pays | Biélorussie                      | –                                | –                                | –                                | –                                | –                                | –                                | 3                                | –                                | 12                               | –                                | –                                | 4                                | 7                                | –                                | 5                                | –                                | –                                | –                                |                                  | –                                | –                                | –                                | –                                | 2                                | –                                | –                                | –                                | –                                | 1                                | –                                | –                                | 3                                | –                                | 5                                | 5                                | –                                | –                                | –                                | 1                                | 48                               |
| Pays | Malte                            | 10                               | –                                | –                                | 8                                | –                                | 7                                | –                                | –                                | 2                                | 8                                | 5                                | –                                | 8                                | 10                               | 6                                | 10                               | –                                | 1                                | 7                                | 5                                | –                                | –                                | –                                |                                  | 5                                | 5                                | 5                                | 2                                | 3                                | –                                | 4                                | –                                | –                                | 3                                | 3                                | 3                                | –                                | –                                | –                                | 120                              |
| Pays | Russie                           | –                                | 5                                | –                                | 4                                | –                                | 10                               | 7                                | 8                                | 4                                | –                                | –                                | 7                                | –                                | –                                | 7                                | –                                | 2                                | 6                                | 8                                | 12                               | 5                                | 4                                |                                  | –                                | 12                               | 2                                | 1                                | 6                                | –                                | 10                               | 7                                | 7                                | 10                               | 6                                | 6                                | 5                                | 6                                | –                                | 7                                | 174                              |
| Pays | Allemagne                        | –                                | –                                | 3                                | –                                | 6                                | –                                | 5                                | –                                | –                                | –                                | –                                | –                                | –                                | –                                | –                                | –                                | –                                | 3                                | –                                | –                                | –                                | –                                | –                                | –                                | –                                |                                  | –                                | –                                | –                                | –                                | –                                | –                                | –                                | –                                | –                                | –                                | –                                | 1                                | –                                | 18                               |
| Pays | Arménie                          | 1                                | –                                | –                                | –                                | –                                | –                                | –                                | –                                | 6                                | 3                                | –                                | 1                                | –                                | –                                |                                  | –                                | –                                | –                                | 2                                | –                                | 8                                | –                                | 2                                | 1                                | –                                | –                                | –                                | 7                                | –                                | –                                | –                                | –                                | –                                | 10                               | –                                | –                                | –                                | –                                | –                                | 41                               |
| Pays | Pays-Bas                         | –                                | 8                                | 4                                |                                  | 8                                | 6                                | –                                | –                                | –                                | 5                                | 2                                | –                                | –                                | 8                                | –                                | –                                | 8                                | –                                | –                                | –                                | –                                | 12                               | 3                                | –                                | 7                                | –                                | 8                                | –                                | –                                | 6                                | 10                               | –                                | 7                                | –                                | 2                                | –                                | 2                                | 4                                | 4                                | 114                              |
| Pays | Roumanie                         | –                                | 4                                | 5                                | –                                | 4                                | 4                                | –                                | –                                | –                                | –                                |                                  | 10                               | 6                                | 6                                | –                                | 1                                | –                                | –                                | –                                | –                                | –                                | –                                | –                                | 7                                | –                                | –                                | 6                                | 1                                | 10                               | –                                | –                                | 1                                | –                                | –                                | –                                | –                                | –                                | –                                | –                                | 65                               |
| Pays | Royaume-Uni                      | –                                | 1                                | –                                | –                                | –                                |                                  | –                                | –                                | –                                | –                                | 3                                | –                                | –                                | –                                | –                                | –                                | –                                | 4                                | –                                | –                                | –                                | –                                | –                                | 5                                | –                                | –                                | –                                | –                                | –                                | 7                                | –                                | –                                | 1                                | –                                | –                                | –                                | –                                | 2                                | –                                | 23                               |
| Pays | Suède                            | –                                |                                  | –                                | 3                                | –                                | –                                | –                                | 1                                | –                                | –                                | –                                | 5                                | –                                | 12                               | –                                | –                                | 4                                | –                                | –                                | 4                                | 4                                | 1                                | –                                | –                                | 1                                | 3                                | 4                                | –                                | –                                | 5                                | 8                                | –                                | 6                                | –                                | –                                | –                                | 1                                | –                                | –                                | 62                               |
| Pays | Hongrie                          | 6                                | 3                                | 8                                | 7                                | –                                | –                                | –                                | 2                                | –                                |                                  | –                                | –                                | –                                | 2                                | –                                | 3                                | 10                               | –                                | –                                | –                                | 6                                | –                                | –                                | –                                | 4                                | 12                               | –                                | –                                | 2                                | –                                | –                                | –                                | –                                | –                                | –                                | –                                | 4                                | 10                               | 5                                | 84                               |
| Pays | Danemark                         | –                                | 10                               | 1                                | 10                               | 5                                | 12                               | 8                                | 12                               | 5                                | 10                               | 6                                | 6                                | 5                                | 7                                | 4                                | 12                               | 7                                | 8                                | 1                                | 6                                | 2                                | 10                               | 4                                | 6                                | 8                                | 10                               | 12                               | 12                               | 7                                | 12                               |                                  | 10                               | 12                               | 7                                | 12                               | 7                                | 10                               | 3                                | 2                                | 281                              |
| Pays | Islande                          | –                                | 6                                | –                                | –                                | –                                | 2                                | –                                | –                                | –                                | 6                                | –                                | –                                | –                                | 4                                | –                                | –                                | 5                                | –                                | –                                | –                                | –                                | –                                | –                                | –                                | 6                                | 8                                |                                  | –                                | –                                | –                                | 1                                | –                                | 4                                | –                                | –                                | –                                | –                                | 5                                | –                                | 47                               |
| Pays | Azerbaïdjan                      | 2                                | –                                | 7                                | 2                                | 12                               | –                                | 12                               | 5                                | 10                               | 12                               | 10                               | 8                                |                                  | –                                | –                                | –                                | –                                | 7                                | 10                               | 3                                | 12                               | 5                                | 12                               | 12                               | –                                | 4                                | 7                                | 8                                | 12                               | 2                                | –                                | 12                               | 3                                | 12                               | –                                | 8                                | 7                                | 6                                | 12                               | 234                              |
| Pays | Grèce                            | 12                               | –                                | 10                               | 1                                | 7                                | 8                                | 2                                | –                                | –                                | 1                                | 7                                | –                                | 4                                | 5                                | 8                                | 7                                | 1                                | –                                | 6                                | 1                                | 7                                | 2                                | 10                               | 4                                | –                                | 6                                | –                                | –                                |                                  | –                                | 6                                | 8                                | –                                | –                                | 4                                | 12                               | 5                                | 8                                | –                                | 152                              |
| Pays | Ukraine                          | –                                | –                                | –                                | 5                                | 1                                | 5                                | 10                               | 10                               |                                  | 7                                | 4                                | 12                               | 12                               | 1                                | 12                               | 5                                | –                                | 10                               | 12                               | 7                                | 10                               | 8                                | 1                                | 10                               | 10                               | –                                | 3                                | –                                | 8                                | 8                                | 3                                | –                                | –                                | 8                                | –                                | 10                               | 12                               | –                                | 10                               | 214                              |
| Pays | Italie                           | 4                                | –                                | 12                               | –                                | 10                               | –                                | –                                | 4                                | –                                | –                                | 1                                | –                                | –                                | –                                | 1                                |                                  | –                                | 12                               | –                                | –                                | –                                | 6                                | –                                | 8                                | –                                | –                                | –                                | 10                               | 6                                | –                                | –                                | 6                                | 8                                | 2                                | 10                               | 6                                | 8                                | 12                               | –                                | 126                              |
| Pays | Norvège                          | 7                                | 12                               | 2                                | 6                                | –                                | –                                | 6                                | 7                                | 3                                | 2                                | 8                                | 2                                | 2                                |                                  | 3                                | 8                                | 12                               | 5                                | 3                                | 8                                | 1                                | 7                                | 7                                | 3                                | 3                                | 7                                | 10                               | –                                | 4                                | –                                | 12                               | 4                                | 5                                | 4                                | 8                                | 4                                | 3                                | 7                                | 6                                | 191                              |
| Pays | Géorgie                          | –                                | –                                | –                                | –                                | –                                | –                                | –                                | –                                | 7                                | –                                | –                                | 3                                | 10                               | –                                | 10                               | –                                | –                                | –                                | –                                | –                                | –                                | –                                | 5                                | –                                | –                                | –                                | –                                | –                                | 5                                | –                                | –                                | 2                                | –                                |                                  | –                                | –                                | –                                | –                                | 8                                | 50                               |
| Pays | Irlande                          | –                                | 2                                | –                                | –                                | –                                | 1                                | –                                | –                                | –                                | –                                | –                                | –                                | –                                | –                                | –                                | –                                | –                                | –                                | –                                | –                                | –                                | –                                | –                                | –                                | –                                | –                                | –                                | –                                | –                                |                                  | –                                | –                                | –                                | –                                | –                                | 2                                | –                                | –                                | –                                | 5                                |
| Verticalement, le tableau suit l'ordre de passage prévu des candidats. Horizontalement, le tableau suit l'ordre de passage prévu des votes. |                                  |                                  |                                  |                                  |                                  |                                  |                                  |                                  |                                  |                                  |                                  |                                  |                                  |                                  |                                  |                                  |                                  |                                  |                                  |                                  |                                  |                                  |                                  |                                  |                                  |                                  |                                  |                                  |                                  |                                  |                                  |                                  |                                  |                                  |                                  |                                  |                                  |                                  |                                  |                                  |                                  |

### Répartition des points
Ce classement prend en compte le nouveau type de classement.
Les deux colonnes montrent le rang moyen du jury et le rang moyen des téléspectateurs pour tous les pays.

#### Première demi-finale
| Place | Jurys       | Rang moyen | Télevote    | Rang moyen |
| ----- | ----------- | ---------- | ----------- | ---------- |
| 1     | Danemark    | 3,58       | Danemark    | 3,33       |
| 2     | Russie      | 3,74       | Russie      | 3,89       |
| 3     | Moldavie    | 4,32       | Ukraine     | 3,94       |
| 4     | Ukraine     | 5,16       | Monténégro  | 7,33       |
| 5     | Autriche    | 6,32       | Lituanie    | 7,44       |
| 6     | Pays-Bas    | 6,42       | Irlande     | 7,61       |
| 7     | Belgique    | 6,63       | Belgique    | 7,72       |
| 8     | Estonie     | 7,47       | Biélorussie | 7,83       |
| 9     | Biélorussie | 8,26       | Pays-Bas    | 7,94       |
| 10    | Irlande     | 9,26       | Croatie     | 8,00       |
| 11    | Lituanie    | 9,37       | Moldavie    | 8,28       |
| 12    | Chypre      | 9,48       | Serbie      | 8,39       |
| 13    | Croatie     | 9,95       | Estonie     | 10,06      |
| 14    | Monténégro  | 10,16      | Chypre      | 12,00      |
| 15    | Serbie      | 10,95      | Autriche    | 12,33      |
| 16    | Slovénie    | 11,47      | Slovénie    | 13,17      |

#### Deuxième demi-finale
| Place | Jurys       | Rang moyen | Télevote    | Rang moyen |
| ----- | ----------- | ---------- | ----------- | ---------- |
| 1     | Malte       | 3,40       | Roumanie    | 4,78       |
| 2     | Azerbaïdjan | 4,60       | Grèce       | 5,00       |
| 3     | Grèce       | 5,55       | Azerbaïdjan | 5,28       |
| 4     | Norvège     | 5,80       | Norvège     | 5,50       |
| 5     | Géorgie     | 6,05       | Suisse      | 7,00       |
| 6     | Finlande    | 7,05       | Bulgarie    | 7,44       |
| 7     | Arménie     | 7,15       | Malte       | 7,78       |
| 8     | Islande     | 7,40       | Hongrie     | 8,39       |
| 9     | Israël      | 7,95       | Islande     | 8,61       |
| 10    | Saint-Marin | 8,40       | Finlande    | 8,89       |
| 11    | Hongrie     | 8,55       | Arménie     | 9,44       |
| 12    | Albanie     | 9,10       | Saint-Marin | 9,47       |
| 13    | Roumanie    | 9,70       | Géorgie     | 9,89       |
| 14    | Macédoine   | 9,75       | Israël      | 10,67      |
| 15    | Lettonie    | 9,90       | Albanie     | 11,78      |
| 16    | Suisse      | 10,65      | Macédoine   | 12,22      |
| 17    | Bulgarie    | 10,75      | Lettonie    | 13,28      |

#### Finale
| Place | Jurys       | Rang moyen | Téléspectateurs | Rang moyen |
| ----- | ----------- | ---------- | --------------- | ---------- |
| 1     | Danemark    | 6,23       | Danemark        | 4,97       |
| 2     | Azerbaïdjan | 7,77       | Ukraine         | 5,66       |
| 3     | Suède       | 8,05       | Azerbaïdjan     | 5,86       |
| 4     | Norvège     | 8,23       | Grèce           | 6,00       |
| 5     | Moldavie    | 8,69       | Russie          | 6,84       |
| 6     | Ukraine     | 8,74       | Norvège         | 7,14       |
| 7     | Pays-Bas    | 9,05       | Roumanie        | 7,49       |
| 8     | Italie      | 9,46       | Hongrie         | 8,19       |
| 9     | Malte       | 9,54       | Malte           | 10,97      |
| 10    | Russie      | 9,67       | Italie          | 11,70      |
| 11    | Belgique    | 9,92       | Pays-Bas        | 11,70      |
| 12    | France      | 10,95      | Islande         | 13,05      |
| 13    | Géorgie     | 12,10      | Biélorussie     | 14,11      |
| 14    | Grèce       | 12,28      | Irlande         | 14,62      |
| 15    | Royaume-Uni | 12,49      | Arménie         | 15,11      |
| 16    | Estonie     | 13,41      | Allemagne       | 15,81      |
| 17    | Islande     | 13,44      | Belgique        | 16,09      |
| 18    | Finlande    | 13,77      | Suède           | 16,19      |
| 19    | Arménie     | 14,44      | Moldavie        | 16,57      |
| 20    | Allemagne   | 15,44      | Finlande        | 16,68      |
| 21    | Hongrie     | 15,59      | Lituanie        | 16,73      |
| 22    | Biélorussie | 16,15      | Royaume-Uni     | 17,03      |
| 23    | Irlande     | 16,21      | Géorgie         | 17,08      |
| 24    | Roumanie    | 17,82      | Estonie         | 19,59      |
| 25    | Lituanie    | 17,95      | France          | 21,68      |
| 26    | Espagne     | 19,64      | Espagne         | 22,92      |

## Retransmission du concours

### Dans les pays participants
| Pays        | Diffuseur et commentateur(s)                                            | Diffuseur et commentateur(s)                       | Diffuseur et commentateur(s)                                               | Porte-parole               | Réf.   |
| Pays        | Première demi-finale                                                    | Deuxième demi-finale                               | Finale                                                                     | Porte-parole               | Réf.   |
| ----------- | ----------------------------------------------------------------------- | -------------------------------------------------- | -------------------------------------------------------------------------- | -------------------------- | ------ |
| Albanie     | RTSH                                                                    | RTSH                                               | RTSH                                                                       | Andri Xhahu                | [ 40 ] |
| Albanie     | Andri Xhahu                                                             |                                                    |                                                                            | Andri Xhahu                | [ 40 ] |
| Allemagne   | En direct : EinsFestival En différé : NDR                               | En direct : Phoenix En différé : EinsFestival, NDR | Das Erste                                                                  | Lena                       | [ 41 ] |
| Allemagne   | Peter Urban                                                             |                                                    |                                                                            | Lena                       | [ 41 ] |
| Arménie     | Arménie 1                                                               | Arménie 1                                          | Arménie 1                                                                  | André                      | [ 42 ] |
| Arménie     | André et Arevik Udumyan                                                 |                                                    |                                                                            | André                      | [ 42 ] |
| Autriche    | ORF eins                                                                | ORF eins                                           | ORF eins                                                                   | Kati Bellowitsch           | [ 43 ] |
| Autriche    | Andi Knoll                                                              |                                                    |                                                                            | Kati Bellowitsch           | [ 43 ] |
| Azerbaïdjan | İTV                                                                     | İTV                                                | İTV                                                                        | Tamilla Shirinova          | [ 44 ] |
| Azerbaïdjan | Andi Knoll                                                              |                                                    |                                                                            | Tamilla Shirinova          | [ 44 ] |
| Belgique    | (nl) Één, Radio 2                                                       | (nl) Één, Radio 2                                  | (nl) Één, Radio 2                                                          | Barbara Louys              | [ 45 ] |
| Belgique    | André Vermeulen et Tom De Cock                                          |                                                    |                                                                            | Barbara Louys              | [ 45 ] |
| Belgique    | (fr) La Une                                                             | (fr) La Une                                        | (fr) La Une                                                                | Barbara Louys              | [ 46 ] |
| Belgique    | Maureen Louys et Jean-Louis Lahaye                                      |                                                    |                                                                            | Barbara Louys              | [ 46 ] |
| Biélorussie | Belarus 1, Belarus 24                                                   | Belarus 1, Belarus 24                              | Belarus 1, Belarus 24                                                      | Darya Domracheva           | [ 47 ] |
| Biélorussie | Evgeny Perlin                                                           |                                                    |                                                                            | Darya Domracheva           | [ 47 ] |
| Bulgarie    | BNT 1                                                                   | BNT 1                                              | BNT 1                                                                      | Joanna Dragneva            |        |
| Bulgarie    | Elena Rozberg et Georgi Kushvaliev                                      |                                                    |                                                                            | Joanna Dragneva            |        |
| Chypre      | RIK 1, RIK Trito                                                        | RIK 1, RIK Trito                                   | RIK 1, RIK Trito                                                           | Loukas Hamatsos            | [ 48 ] |
| Chypre      | Melina Karageorgiou                                                     |                                                    |                                                                            | Loukas Hamatsos            | [ 48 ] |
| Croatie     | HRT 2, HR 2                                                             | HRT 2                                              | HRT 1, HR 2                                                                | Uršula Tolj                | ,      |
| Croatie     | Duško Ćurlić et Robert Urlić                                            | Duško Ćurlić                                       | Duško Ćurlić et Robert Urlić                                               | Uršula Tolj                | ,      |
| Danemark    | DR1                                                                     | DR1                                                | DR1                                                                        | Sofie Lassen-Kahlke        | [ 51 ] |
| Danemark    | Ole Tøpholm                                                             |                                                    |                                                                            | Sofie Lassen-Kahlke        | [ 51 ] |
| Espagne     | Non-diffusée                                                            | La 2                                               | La 1, TVE HD                                                               | Inés Paz                   | [ 52 ] |
| Espagne     | Non-diffusée                                                            | José María Íñigo                                   |                                                                            | Inés Paz                   | [ 52 ] |
| Estonie     | (et) ETV, Raadio 2                                                      | (et) ETV, Raadio 2                                 | (et) ETV, Raadio 2                                                         | Rolf Roosalu               | ,      |
| Estonie     | Marko Reikop                                                            |                                                    |                                                                            | Rolf Roosalu               | ,      |
| Finlande    | Yle TV2, Yle HD                                                         | Yle TV2, Yle HD                                    | Yle TV2, Yle HD                                                            | Kristiina Wheeler          | ,      |
| Finlande    | (fi) Aino Töllinen et Juuso Mäkilähde (sv) Eva Frantz et Johan Lindroos |                                                    |                                                                            | Kristiina Wheeler          | ,      |
| Finlande    | Yle Radio Suomi                                                         |                                                    |                                                                            | Kristiina Wheeler          | ,      |
| Finlande    | (fi) Sanna Kojo et Jorma Hietamäki                                      |                                                    |                                                                            | Kristiina Wheeler          | ,      |
| Finlande    | Yle Radio Vega                                                          |                                                    |                                                                            | Kristiina Wheeler          | ,      |
| Finlande    | (sv) Eva Frantz et Johan Lindroos                                       |                                                    |                                                                            | Kristiina Wheeler          | ,      |
| France      | Non-diffusée                                                            | France Ô                                           | France 3                                                                   | Marine Vignes              | ,      |
| France      | Non-diffusée                                                            | Audrey Chauveau et Bruno Berberes                  | Cyril Féraud et Mireille Dumas                                             | Marine Vignes              | ,      |
| Géorgie     | GPB 1TV                                                                 | GPB 1TV                                            | GPB 1TV                                                                    | Liza Tsiklauri             | [ 59 ] |
| Géorgie     | Temo Kvirkvelia                                                         |                                                    |                                                                            | Liza Tsiklauri             | [ 59 ] |
| Grèce       | NET, ERT HD                                                             | NET, ERT HD                                        | NET, ERT HD                                                                | Adriana Magania            | ,      |
| Grèce       | Maria Kozakou et Giorgos Kapoutzidis                                    |                                                    |                                                                            | Adriana Magania            | ,      |
| Hongrie     | m1                                                                      | m1                                                 | m1                                                                         | Éva Novodomszky            | [ 62 ] |
| Hongrie     | Gábor Gundel Takács                                                     |                                                    |                                                                            | Éva Novodomszky            | [ 62 ] |
| Irlande     | RTÉ Two                                                                 | RTÉ Two                                            | RTÉ One                                                                    | Gráinne Seoige             | [ 63 ] |
| Irlande     | Marty Whelan                                                            |                                                    |                                                                            | Gráinne Seoige             | [ 63 ] |
| Irlande     | RTÉ Radio One                                                           | Non-diffusée                                       | RTÉ Radio One                                                              | Gráinne Seoige             | [ 64 ] |
| Irlande     | Shay Byrne et Zbyszek Zalinski                                          | Non-diffusée                                       | Shay Byrne et Zbyszek Zalinski                                             | Gráinne Seoige             | [ 64 ] |
| Islande     | RÚV, Rás 2                                                              | RÚV, Rás 2                                         | RÚV, Rás 2                                                                 | María Sigrún Hilmarsdóttir | [ 65 ] |
| Islande     | Felix Bergsson                                                          |                                                    |                                                                            | María Sigrún Hilmarsdóttir | [ 65 ] |
| Israël      | Aroutz 1, Channel 33                                                    | Aroutz 1, Channel 33                               | Aroutz 1, Channel 33                                                       | Ofer Nachshon              | ,      |
| Israël      | Pas de commentaire                                                      |                                                    |                                                                            | Ofer Nachshon              | ,      |
| Italie      | Rai 5                                                                   | Non-diffusée                                       | Rai 2, Rai HD                                                              | Federica Gentile           | ,      |
| Italie      | Federica Gentile                                                        | Non-diffusée                                       | Filippo Solibello, Marco Ardemagni et Natascha Lusenti                     | Federica Gentile           | ,      |
| Lettonie    | LTV1                                                                    | LTV1                                               | LTV1                                                                       | Anmary                     | [ 70 ] |
| Lettonie    | Valters Frīdenbergs                                                     | Valters Frīdenbergs                                | Valters Frīdenbergs et Kārlis Būmeistars                                   | Anmary                     | [ 70 ] |
| Lituanie    | LRT, LRT Radijas                                                        | LRT, LRT Radijas                                   | LRT, LRT Radijas                                                           | Ignas Krupavičius          | [ 71 ] |
| Lituanie    | Darius Užkuraitis                                                       |                                                    |                                                                            | Ignas Krupavičius          | [ 71 ] |
| Macédoine   | MRT 1                                                                   | MRT 1                                              | MRT 1                                                                      | Dimitar Atanasovski        | [ 72 ] |
| Macédoine   | Karolina Petkovska                                                      |                                                    |                                                                            | Dimitar Atanasovski        | [ 72 ] |
| Malte       | TVM                                                                     | TVM                                                | TVM                                                                        | Emma Hickey                | [ 73 ] |
| Malte       | Gordon Bonello et Rodney Gauci                                          |                                                    |                                                                            | Emma Hickey                | [ 73 ] |
| Moldavie    | Moldova 1, Radio Moldova                                                | Moldova 1, Radio Moldova                           | Moldova 1, Radio Moldova                                                   | Olivia Furtună             | ,      |
| Moldavie    | Lidia Scarlat                                                           |                                                    |                                                                            | Olivia Furtună             | ,      |
| Monténégro  | RTCG1                                                                   | RTCG1                                              | RTCG1                                                                      | Ivana Sebek                | [ 76 ] |
| Monténégro  | Dražen Bauković et Tamara Ivanković                                     |                                                    |                                                                            | Ivana Sebek                | [ 76 ] |
| Monténégro  | Radio Crne Gore et Radio 98                                             |                                                    |                                                                            | Ivana Sebek                | [ 76 ] |
| Monténégro  | Sonja Savović et Sanja Pejović                                          |                                                    |                                                                            | Ivana Sebek                | [ 76 ] |
| Norvège     | NRK1                                                                    | NRK1                                               | NRK1 et NRK3                                                               | Tooji                      | ,      |
| Norvège     | Olav Viksmo Slettan                                                     | Olav Viksmo Slettan                                | Olav Viksmo Slettan, Ronny Brede Aase, Silje Nordnes et Yngve Hustad Reite | Tooji                      | ,      |
| Pays-Bas    | Nederland 1, BVN                                                        | Nederland 1, BVN                                   | Nederland 1, BVN                                                           | Cornald Maas               | [ 79 ] |
| Pays-Bas    | Jan Smit et Daniël Dekker                                               |                                                    |                                                                            | Cornald Maas               | [ 79 ] |
| Roumanie    | TVR1                                                                    | TVR1                                               | TVR1                                                                       | Sonia Argint               | [ 80 ] |
| Roumanie    | Liana Stanciu                                                           |                                                    |                                                                            | Sonia Argint               | [ 80 ] |
| Royaume-Uni | BBC Three                                                               | BBC Three                                          | BBC One                                                                    | Scott Mills                | [ 81 ] |
| Royaume-Uni | Scott Mills et Ana Matronic                                             | Scott Mills et Ana Matronic                        | Graham Norton                                                              | Scott Mills                | [ 81 ] |
| Royaume-Uni | Non-diffusées                                                           | Non-diffusées                                      | BBC Radio 2                                                                | Scott Mills                | [ 81 ] |
| Royaume-Uni | Non-diffusées                                                           | Non-diffusées                                      | Ken Bruce                                                                  | Scott Mills                | [ 81 ] |
| Russie      | Pervi Kanal                                                             | Pervi Kanal                                        | Pervi Kanal                                                                | Alsou                      | [ 82 ] |
| Russie      | Yuriy Aksyuta et Iana Tchourikova                                       |                                                    |                                                                            | Alsou                      | [ 82 ] |
| Saint-Marin | San Marino RTV, Radio San Marino                                        | San Marino RTV, Radio San Marino                   | San Marino RTV, Radio San Marino                                           | John Kennedy O'Connor      | [ 83 ] |
| Saint-Marin | Lia Fiorio et Gigi Restivo                                              |                                                    |                                                                            | John Kennedy O'Connor      | [ 83 ] |
| Serbie      | RTS 1                                                                   | RTS 1                                              | RTS 2                                                                      | Maja Nikolić               | [ 84 ] |
| Serbie      | Duška Vučinić                                                           | Marina Nikolić                                     | Silvana Grujić                                                             | Maja Nikolić               | [ 84 ] |
| Slovénie    | RTV SLO2                                                                | RTV SLO2                                           | TV SLO 1                                                                   | Andrea F                   | [ 85 ] |
| Slovénie    | Andrej Hofer                                                            |                                                    |                                                                            | Andrea F                   | [ 85 ] |
| Suède       | SVT1                                                                    | SVT1                                               | SVT1                                                                       | Yohio                      | [ 86 ] |
| Suède       | Josefine Sundström                                                      |                                                    |                                                                            | Yohio                      | [ 86 ] |
| Suède       | SR P4                                                                   | SR P4                                              | SR P4                                                                      | Yohio                      | [ 87 ] |
| Suède       | Carolina Norén et Ronnie Ritterland                                     | Carolina Norén et Ronnie Ritterland                | Carolina Norén et Björn Kjellman                                           | Yohio                      | [ 87 ] |
| Suisse      | (de) SRF zwei                                                           | (de) SRF zwei                                      | (de) SRF 1                                                                 | Mélanie Freymond           | [ 88 ] |
| Suisse      | Sven Epiney                                                             |                                                    |                                                                            | Mélanie Freymond           | [ 88 ] |
| Suisse      | Non-diffusée                                                            | (fr) RTS Deux                                      | (fr) RTS Deux                                                              | Mélanie Freymond           | [ 89 ] |
| Suisse      | Non-diffusée                                                            | Jean-Marc Richard et Nicolas Tanner                |                                                                            | Mélanie Freymond           | [ 89 ] |
| Suisse      | Non-diffusée                                                            | (it) RSI La 2                                      | (it) RSI La 1                                                              | Mélanie Freymond           | [ 90 ] |
| Suisse      | Non-diffusée                                                            | Alessandro Bertoglio                               |                                                                            | Mélanie Freymond           | [ 90 ] |
| Ukraine     | Pershyi Natsionalnyi                                                    | Pershyi Natsionalnyi                               | Pershyi Natsionalnyi                                                       | Oleksiy Matias             | ,      |
| Ukraine     | Timour Mirochnytchenko et Tetiana Terekhova                             |                                                    |                                                                            | Oleksiy Matias             | ,      |

### Dans les autres pays
| Pays               | Diffuseur et commentateur(s)         | Diffuseur et commentateur(s)   | Diffuseur et commentateur(s)   | Réf.   |
| Pays               | Première demi-finale                 | Deuxième demi-finale           | Finale                         | Réf.   |
| ------------------ | ------------------------------------ | ------------------------------ | ------------------------------ | ------ |
| Australie          | SBS One                              | SBS One                        | SBS One                        | [ 93 ] |
| Australie          | Julia Zemiro et Sam Pang             |                                |                                | [ 93 ] |
| Bosnie-Herzégovine | BHT 1 et BH Radio 1                  | BHT 1 et BH Radio 1            | BHT 1 et BH Radio 1            | [ 94 ] |
| Bosnie-Herzégovine | Dejan Kukrić                         |                                |                                | [ 94 ] |
| Chine              | CCTV-15                              | CCTV-15                        | CCTV-15                        | [ 95 ] |
| Chine              | Pas de commentaire                   |                                |                                | [ 95 ] |
| Kazakhstan         | El Arna                              | El Arna                        | El Arna                        | [ 96 ] |
| Kazakhstan         | Roman Raifeld et Kaldybek Zhaysanbay |                                |                                | [ 96 ] |
| Portugal           | RTP1 (Demi-finales en différé)       | RTP1 (Demi-finales en différé) | RTP1 (Demi-finales en différé) | [ 97 ] |
| Portugal           | Sílvia Alberto                       |                                |                                | [ 97 ] |
| Slovaquie          | Non-diffusées                        | Non-diffusées                  | Rádio FM                       | [ 98 ] |
| Slovaquie          | Non-diffusées                        | Non-diffusées                  | Daniel Baláž et Pavol Hubinák  | [ 98 ] |

## Eurovision in concert
L'évènement s'est déroulé le 13 avril 2013 au Melkweg à Amsterdam. Il a été présenté par deux anciennes candidates néerlandaises à l'Eurovision Marlayne Sahupala (Eurovision 1999) et Linda Wagenmakers (Eurovision 2000). Y ont participé :
- Albanie
- Autriche
- Belgique
- Biélorussie
- Bulgarie
- Croatie
- Estonie
- Finlande
- France
- Géorgie
- Grèce
- Irlande
- Israël
- Italie
- Lettonie
- Lituanie
- Macédoine
- Malte
- Moldavie
- Roumanie
- Russie
- Saint-Marin
- Slovénie
- Serbie
- Suisse
- Ukraine

## Prix Marcel-Bezençon
Les prix Marcel-Bezençon sont remis pour la première fois durant le Concours Eurovision de la chanson 2002 à Tallinn en Estonie pour honorer les meilleures chansons en compétition lors de la finale. Fondés par Christer Björkman (représentant de la Suède lors du Concours 1992 et producteur du concours 2013) et Richard Herrey (membre des Herreys et vainqueur suédois du Concours 1984), les prix portent le nom du créateur de la compétition annuelle, Marcel Bezençon. Les prix, remis tous les ans, sont répartis en trois catégories : le prix de la presse attribué par les médias accrédités à la meilleure chanson, le prix de la meilleure performance artistique attribué au meilleur artiste par les commentateurs du concours et, enfin, le prix de la meilleure composition attribué par les auteurs-compositeurs participants aux meilleurs compositeurs de la soirée.
| Catégorie                                   | Pays        | Chanson   | Interprète(s)                      | Compositeur(s)                                                 |
| ------------------------------------------- | ----------- | --------- | ---------------------------------- | -------------------------------------------------------------- |
| Prix de la meilleure performance artistique | Azerbaïdjan | Hold Me   | Farid Mammadov                     | John Ballard, Ralph Charlie                                    |
| Prix de la meilleure composition            | Suède       | You       | Robin Stjernberg                   | Robin Stjernberg, Linnea Deb, Joy Deb, Joakim Harestad Haukaas |
| Prix de la presse                           | Géorgie     | Waterfall | Nodi Tatishvili et Sophie Gelovani | Thomas G:son                                                   |

## Controverse politique
L'Azerbaïdjan n'ayant accordé aucun point à la Russe Dina Garipova, bien que celle-ci ait terminé en deuxième place lors des votes par téléphone dans le pays, le président azerbaïdjanais Ilham Aliyev ordonne qu'ait lieu une enquête. Le ministre des Affaires étrangères russe, Sergueï Lavrov, affirme que les résultats ont dû être falsifiés, et ajoute : « Cet acte scandaleux ne restera pas sans réponse ». Il promet une réponse conjointe avec son homologue azerbaïdjanais Elmar Mamedyarov. Dans le même temps, le président biélorusse Alexandre Loukachenko, constatant que son pays n'a reçu aucun point de la part de la Russie, en déduit lui aussi publiquement que les résultats ont été falsifiés.